# Bahnhof Nakayama
Der Bahnhof Nakayama (jap. 中山駅, Nakayama-eki) ist ein Bahnhof auf der japanischen Insel Honshū. Er befindet sich in der Präfektur Kanagawa auf dem Gebiet der Stadt Yokohama, genauer im Bezirk Midori. Betrieben wird er gemeinsam von JR East und vom Verkehrsamt der Stadt Yokohama.

## Verbindungen
Nakayama ist ein Durchgangsbahnhof an der von JR East betriebenen Yokohama-Linie. Werktags werden zwischen 9 und 15 Uhr sowie an Wochenenden zwischen 9 und 17 Uhr stündlich drei Eilzüge angeboten, die von Hachiōji nach Higashi-Kanagawa und anschließend über Yokohama bis nach Sakuragichō verkehren. Ergänzt wird das Angebot durch Nahverkehrszüge zwischen Hachiōji und Higashi-Kanagawa sowie zwischen Hashimoto und Sakuragichō (jeweils dreimal stündlich), was sechs Verbindungen je Stunde ergibt. Zu den übrigen Tageszeiten entfallen die Eilzüge und werden durch Nahverkehrszüge ersetzt (fünf je Stunde am Abend, bis zu 15 während der Hauptverkehrszeit), wobei die Mehrzahl bis Sakuragichō durchgebunden wird (in einzelnen Fällen bis Ōfuna).
Der Bahnhof Nakayama ist die westliche Endstation der Grünen Linie der U-Bahn Yokohama, die vom städtischen Verkehrsamt betrieben wird und über Center-Minami nach Hiyoshi führt. An Werktagen verkehren tagsüber acht Züge je Stunde, während der Hauptverkehrszeit bis zu 19 Züge stündlich. Busterminals auf beiden Bahnhofsvorplätzen werden von über zwei Dutzend Buslinien bedient; diese werden vom Verkehrsamt sowie von den Gesellschaften Kanagawa Chūō Kōtsū, Sōtetsu Bus und Tōkyū Bus betrieben.

## Anlage
Der Bahnhof steht im namensgebenden Stadtteil Nakayama, an der Grenze zum Stadtteil Daimurachō; beide gehören zum Bezirk Midori-ku. Die oberirdische Anlage der Eisenbahn ist von Südosten nach Nordwesten ausgerichtet und besitzt drei Gleise, die alle dem Personenverkehr dienen. Sie liegen an einem Mittelbahnsteig an der Nord- und einem Seitenbahnsteig an der Südseite. Am mittleren Gleis halten üblicherweise die Eilzüge beider Richtungen. Über die gesamte Anlage spannt sich das Empfangsgebäude in Form eines Reiterbahnhofs. An die Südseite angebaut ist das Einkaufszentrum Beans Nakayama, ein viergeschossiges Gebäude mit mehr als zwanzig Läden, das einer Tochtergesellschaft von JR East gehört. Von Südwesten nach Nordosten ausgerichtet ist der U-Bahnhof, der sich unter dem nördlichen Vorplatz erstreckt. Er umfasst zwei Gleise an einem Mittelbahnsteig, der mit Bahnsteigtüren ausgestattet ist.
Im Fiskaljahr 2019 nutzten durchschnittlich 72.575 Fahrgäste täglich den Bahnhof. Davon entfielen 41.986 auf JR East und 30.589 auf die U-Bahn.

## Bilder

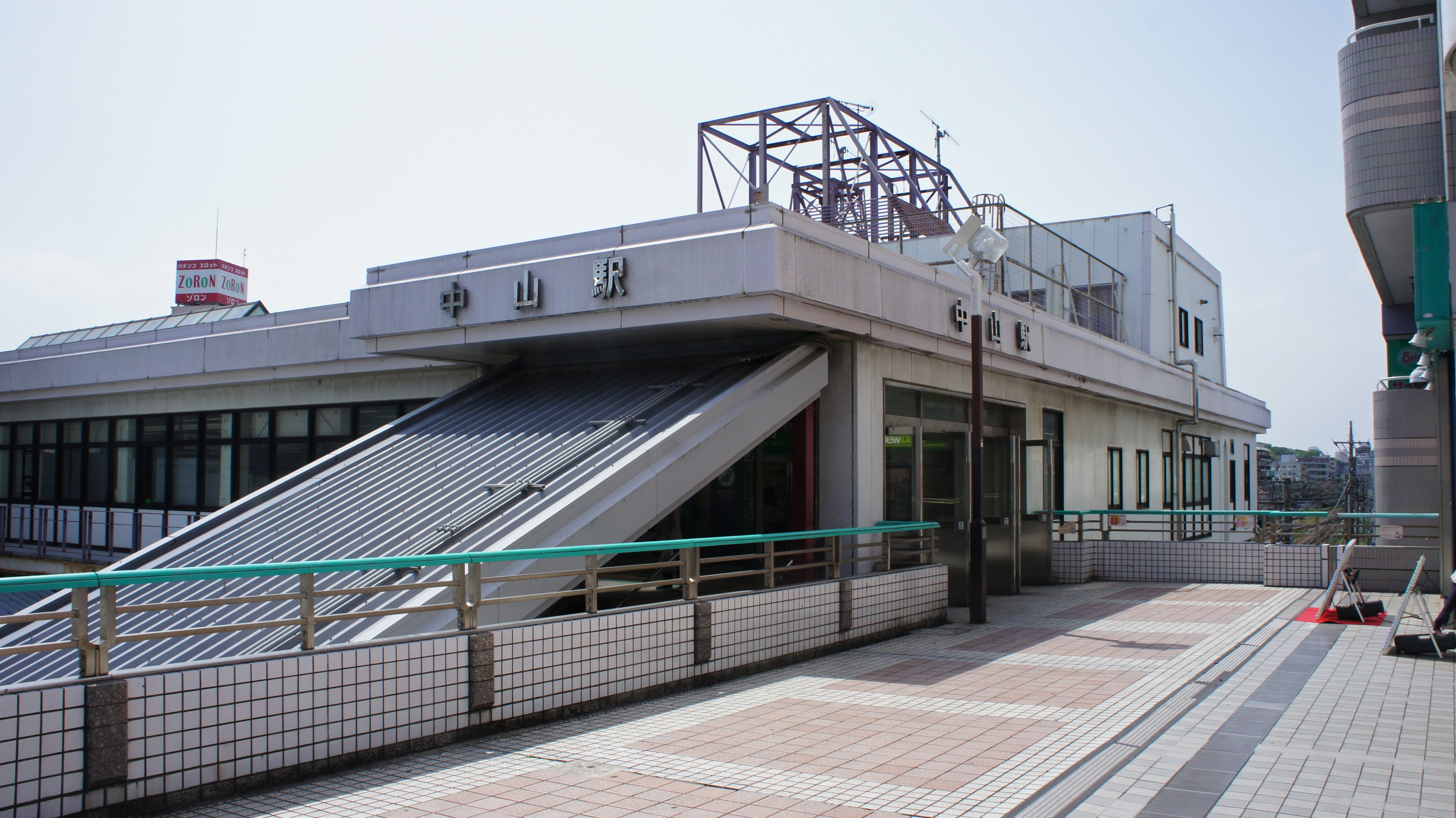
Seitenansicht des Empfangsgebäudes
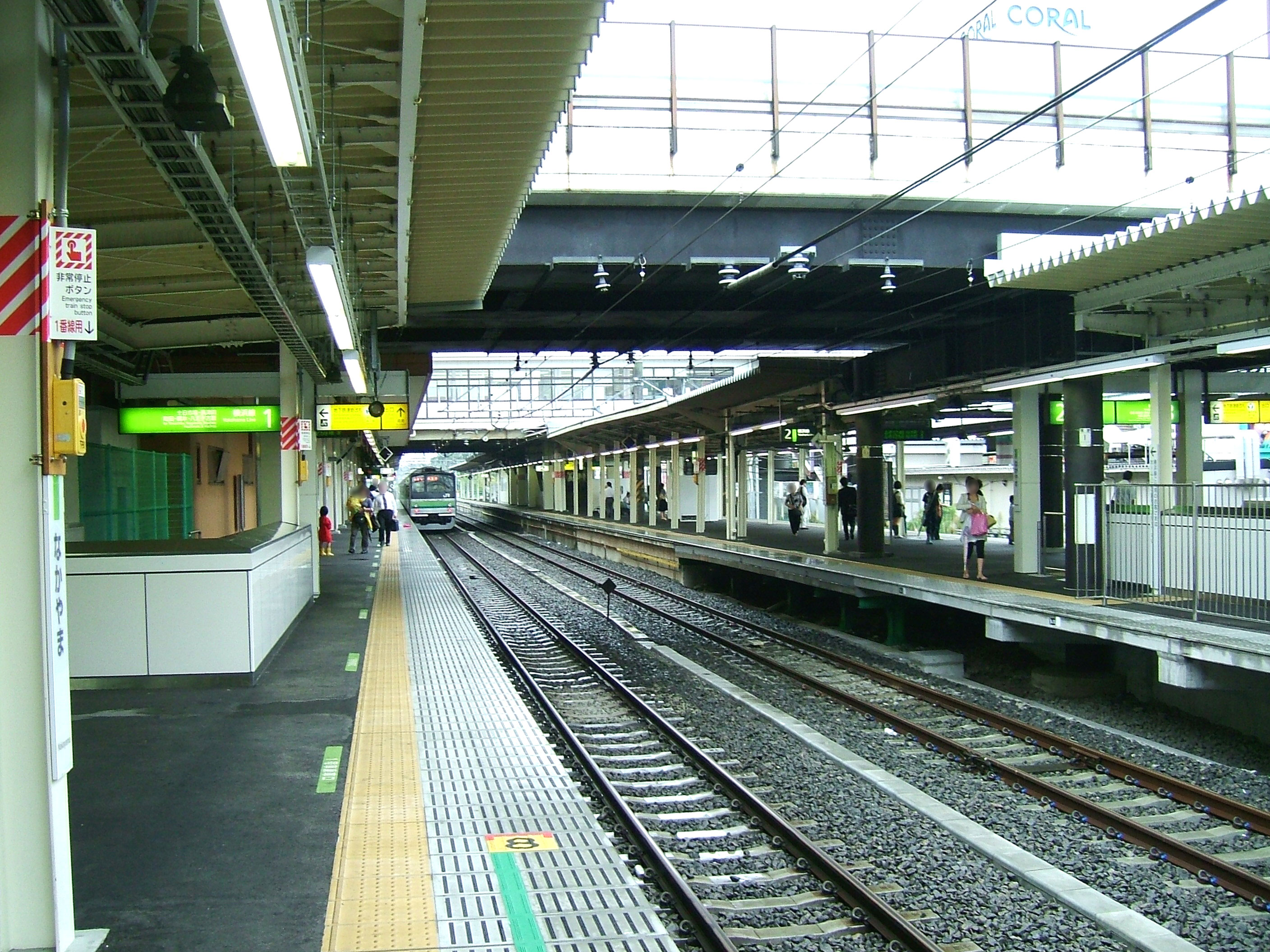
Bahnsteige der Yokohama-Linie
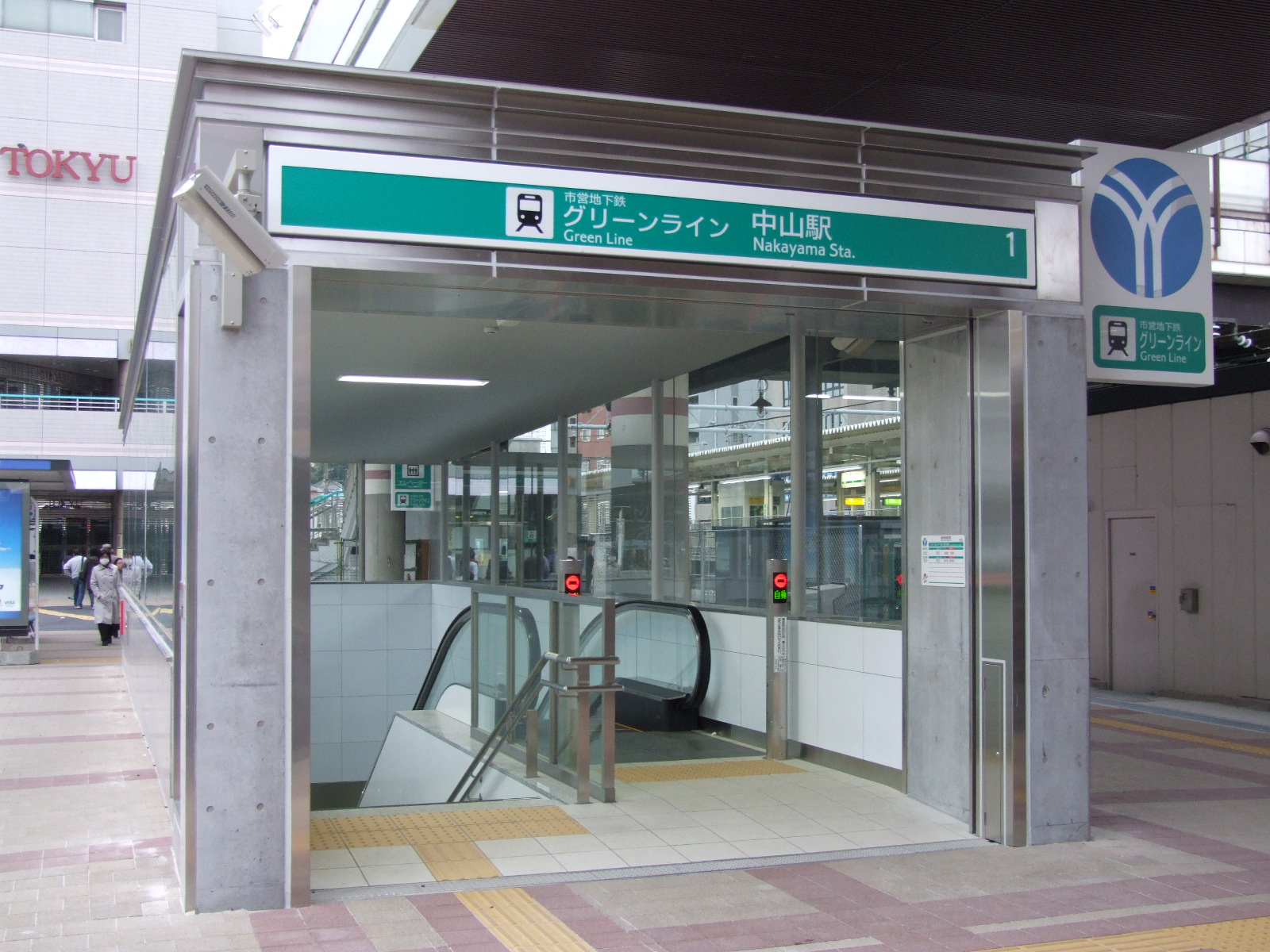
Eingang zur U-Bahn
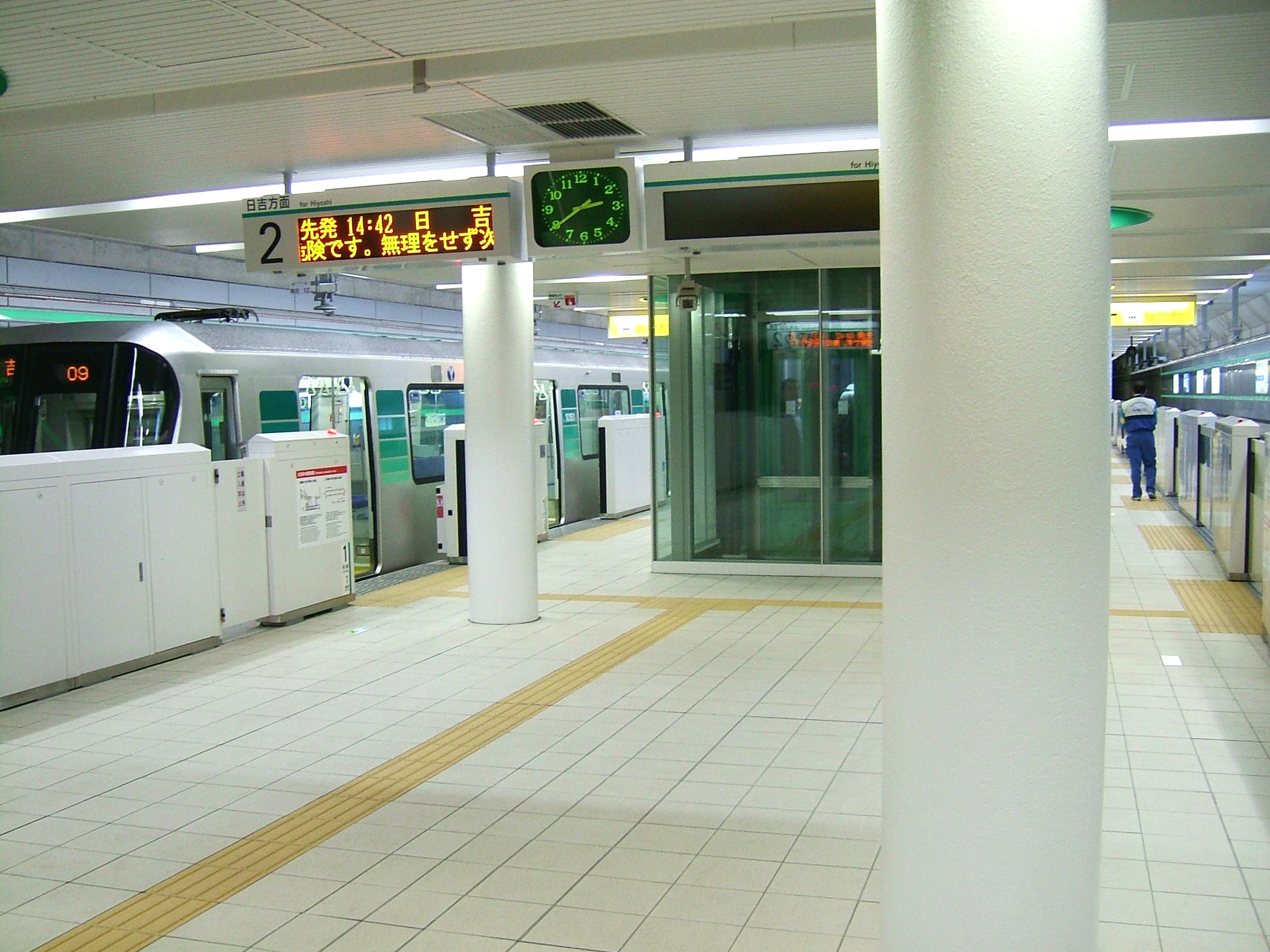
Bahnsteig der U-Bahn

## Linien
| Verlauf der Yokohama-Linie |
| --- |
| Higashi-Kanagawa • Ōguchi • Kikuna • Shin-Yokohama • Kozukue • Kamoi • Nakayama • Tōkaichiba • Nagatsuta • Naruse • Machida • Kobuchi • Fuchinobe • Yabe • Sagamihara • Hashimoto • Aihara • Hachiōji-Minamino • Katakura • Hachiōji |

## Geschichte
Die Eröffnung des Bahnhofs erfolgte am 23. September 1908 durch die private Bahngesellschaft Yokohama Tetsudō, zusammen mit der gesamten Yokohama-Linie von Higashi-Kanagawa nach Hachiōji. Aufgrund eines Leasingvertrags führte das Eisenbahnamt des Kabinetts (das spätere Eisenbahnministerium) ab 1. April 1910 den Bahnbetrieb durch, ehe die Strecke und der Bahnhof am 1. Oktober 1917 ganz in staatlichen Besitz übergingen. Am 8. Januar 1918 brannte das Empfangsgebäude vollständig nieder; ein Angestellter hatte ein Tuch zum Reinigen von Lampen neben einem Ofen liegenlassen, worauf es Feuer fing.
Aus Rationalisierungsgründen stellte die Japanische Staatsbahn am 16. Januar 1960 den Güterumschlag ein. Nach mehrjährigen Bauarbeiten ging am 24. März 1983 der neue Reiterbahnhof in Betrieb. Die Staatsbahn, die Stadt Yokohama und eine lokale Immobiliengesellschaft trugen gemeinsam die Kosten von 870 Millionen Yen. Das benachbarte Einkaufszentrum Nakayama Ron Ron öffnete seine Tore am 22. November 1985. Im Rahmen der Staatsbahnprivatisierung ging der Bahnhof am 1. April 1987 in den Besitz der neuen Gesellschaft JR East über. Am 30. März 2008 wurde die Grüne Linie der U-Bahn Yokohama zwischen Nakayama und Hiyoshi eröffnet. Seit 2019 trägt das Einkaufszentrum den Namen Beans Nakayama.